# José María Rivas
José María Rivas Martínez (San Salvador, 12 maggio 1958 – 9 gennaio 2016) è stato un calciatore salvadoregno, di ruolo attaccante.